# Seznam ruských a sovětských letadlových lodí
Seznam ruských a sovětských letadlových lodí obsahuje přehled všech letadlových lodí ruského a sovětského námořnictva, které jsou seřazeny podle zařazení do služby.

## Seznam lodí
| Č.  | Jméno lodi                                                           | Fotografie                               | Třída                           | Typ               | Začátek stavby     | Zařazení do služby | Vyřazení ze služby | Osud |
| --- | -------------------------------------------------------------------- | ---------------------------------------- | ------------------------------- | ----------------- | ------------------ | ------------------ | ------------------ | --- |
| 1.  | Moskva                                                               | Moskva                                   | Projekt 1123 (třída Moskva)     | nosič vrtulníků   | 15. prosince 1962  | 25. prosince 1967  | 8. července 1996   | Sešrotován. |
| 2.  | Leningrad                                                            | Leningrad                                | Projekt 1123 (třída Moskva)     | nosič vrtulníků   | 15. ledna 1965     | 2. června 1969     | 24. června 1991    | Sešrotován. |
| 3.  | Kijev                                                                | Kijev                                    | Projekt 1143 (třída Kiev)       | letadlový křižník | 21. července 1970  | 28. prosince 1975  | 30. června 1993    | Zachován jako hotel v zábavním parku. |
| 4.  | Minsk                                                                | Minsk                                    | Projekt 1143 (třída Kiev)       | letadlový křižník | 28. prosince 1972  | 27. září 1978      | 30. června 1993    | Zachován jako muzeum. |
| 5.  | Novorossijsk                                                         | Novorossijsk                             | Projekt 1143.3 (třída Kiev)     | letadlový křižník | 30. září 1975      | 14. srpna 1982     | 30. června 1993    | Sešrotován 1997. |
| 6.  | Baku Admiral Flota Sovetskogo Sojuza Gorškov                         | Baku                                     | Projekt 1143.4 (třída Kiev)     | letadlový křižník | 17. února 1978     | 11. prosince 1987  | 1996               | Od 4. října 1990 Admiral Flota Sovetskogo Sojuza Gorškov, zkráceně Admiral Gorškov. Od roku 2013 slouží u indického námořnictva jako letadlová loď INS Vikramaditya.     |
| 7.  | Riga Leonid Brežněv Tbilisi Admiral Flota Sovetskogo Sojuza Kuzněcov | Admiral Flota Sovětskogo Sojuza Kuzněcov | Projekt 1143.5 (třída Kuzněcov) | letadlový křižník | 1. září 1982       | 25. prosince 1990  |                    | Od 26. listopadu 1982 Leonid Brežněv, od 11. srpna 1987 Tbilisi, od 4. října 1990 Admiral Flota Sovetskogo Sojuza Kuzněcov, zkráceně Admiral Kuzněcov. V aktivní službě. |
| 8.  | Riga Varjag                                                          | Varjag                                   | Projekt 1143.6 (třída Kuzněcov) | letadlový křižník | 6. prosince 1985   |                    |                    | Od 19. června 1990 Varjag. Práce na stavbě zastaveny 1992, prodán 1998. Od roku 2012 slouží u čínského námořnictva jako letadlová loď Liao-ning.                         |
| 9.  | Uljanovsk                                                            | Uljanovsk (umělecká představa)           | Projekt 1143.7                  | letadlový křižník | 25. listopadu 1988 |                    |                    | Zrušen, sešrotován 1992. |
| 10. | Ž                                                                    | Nákres Projektu 1143.7                   | Projekt 1143.7                  | letadlový křižník |                    |                    |                    | Stavba zrušena před založením kýlu. |

Od roku 1972 byl zpracováván Projekt 1160 Orel, který však byl již v roce 1973 zrušen.